# Мацилецький Сергій Костянтинович
Сергій Мацилецький (* 1885, м. Бересть, Гродненська губернія — †1937, Москва) — радянський військовий діяч.

## Біографія
Народився в м. Бересті Гроденської губернії.
Освіта нижча.

### Початок військової кар'єри
2 листопада 1917 року очолює Військово-революційний комітет в Туапсе. Під його головуванням ВРК 3 листопада 1917 року бере владу в місті і Чорноморський губернії.
15 листопада — 17 грудня 1918 року начальник штабу 10-ї армії РСЧА.

### В Україні
Полтавський губернський військовий комісар.
Київський округовий військовий комісар (7 — 17 лютого 1919 року).
Фактичний командувач групи військ Київського напрямку з 15 лютого 1919 року.
Командувач І Української радянської армії з 15 квітня — 17 травня 1919 року. Призначив комдивом Миколу Щорса. Перебуваючи на посаді наказав розстріляти командира 10-го стрілецького полку Олександра Куського за порушення військової дисципліни.
В травні — липні 1919 року у лікарняній відпустці.

### ПротиВрангеля
Після ліквідації в кінці травня Українського фронту Троцьким знятий з найвищих керівних посад.
Командував групами військ 14 і 12 армій.
В 1920 році начальник Управління формування 1-ї Кінної армії. Командував частинами Управління на маріупольському і таганрозькому напрямках, в підпорядкуванні 13 армії. В липні 1920 року розгромив десант Федора Ніколаєва.

## Після громадянської війни
Заступник начальника Головного управління лісозаготівлі, лісового господарства і об'єднання південно-західних районів Наркомату лісової промисловості СРСР. Жив в Москві.
Арештований 5 квітня 1937 року. Один з обвинувачених в процесі колишніх офіцерів «Весна». Розстріляний на Донському кладовищі в Москві 10 вересня 1937 року.
Реабілітований 1956 року.